# Felix Pappalardi
Felix A. Pappalardi Jr. (30 de dezembro de 1939 – 17 de abril de 1983) foi um cantor, compositor, baixista e produtor musical estadunidense, mais conhecido por seu trabalho com a banda Mountain.
Foi morto em 1983 com um tiro no pescoço por sua esposa Gail Collins Pappalardi. Alegando que o disparo foi acidental, ela foi condenada por homicídio em segundo grau, sendo libertada sob regime condicional em abril de 1985.
Sepultado no Cemitério de Woodlawn.